# Graphe de Hall
Le graphe de Hall est, en théorie des graphes, un graphe 10-régulier possédant 65 sommets et 325 arêtes. C'est localement un graphe de Petersen, c'est-à-dire que quel que soit le sommet s considéré, le sous-graphe induit par les 10 voisins de s est isomorphe au graphe de Petersen.
En 1980 Hall prouve qu'il existe exactement 3 graphes étant localement le graphe de Petersen. Deux d'entre eux sont déjà connus : le graphe de Conway-Smith et le graphe de Kneser KG7,2. Le troisième n'avait jamais été publié (même s'il avait déjà été découvert par Doro dans un article inédit).